# Saison 1963-1964 de l'USM Blida
Maillots
Chronologie
Saison précédente Saison suivante
La saison 1963-1964 de l'Union sportive musulmane de Blida est la 2e saison du club en première division du championnat d'Algérie depuis l'indépendance de l'Algérie. Les matchs se déroulent essentiellement dans le Critérium d'Honneur, mais aussi dans une nouvelle compétition appelé Coupe d'Algérie de football.
Le championnat d'Algérie débute le 21 septembre 1963, avec la première journée de Division d'Honneur, pour se terminer le 21 juin 1964 avec la dernière journée de cette même compétition. Placée dans le Groupe Algérois de la Division d'Honneur, l'USMB se classe quatrième.

### Division d'Honneur : Groupe Algérois

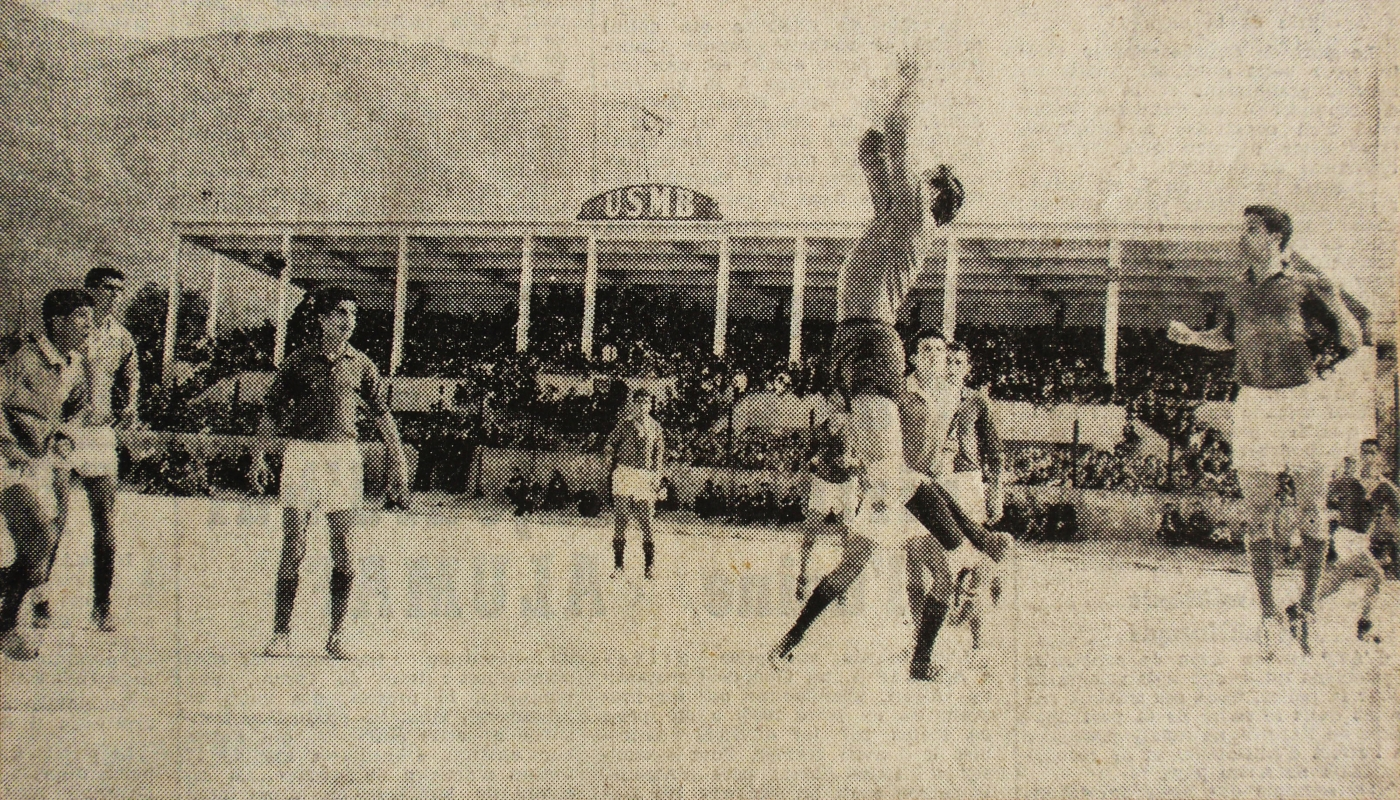
Action de jeu durant le match de Division d'Honneur opposant l'USM Blida à la JS Kabylie au stade Brakni, le 22 avril 1964.

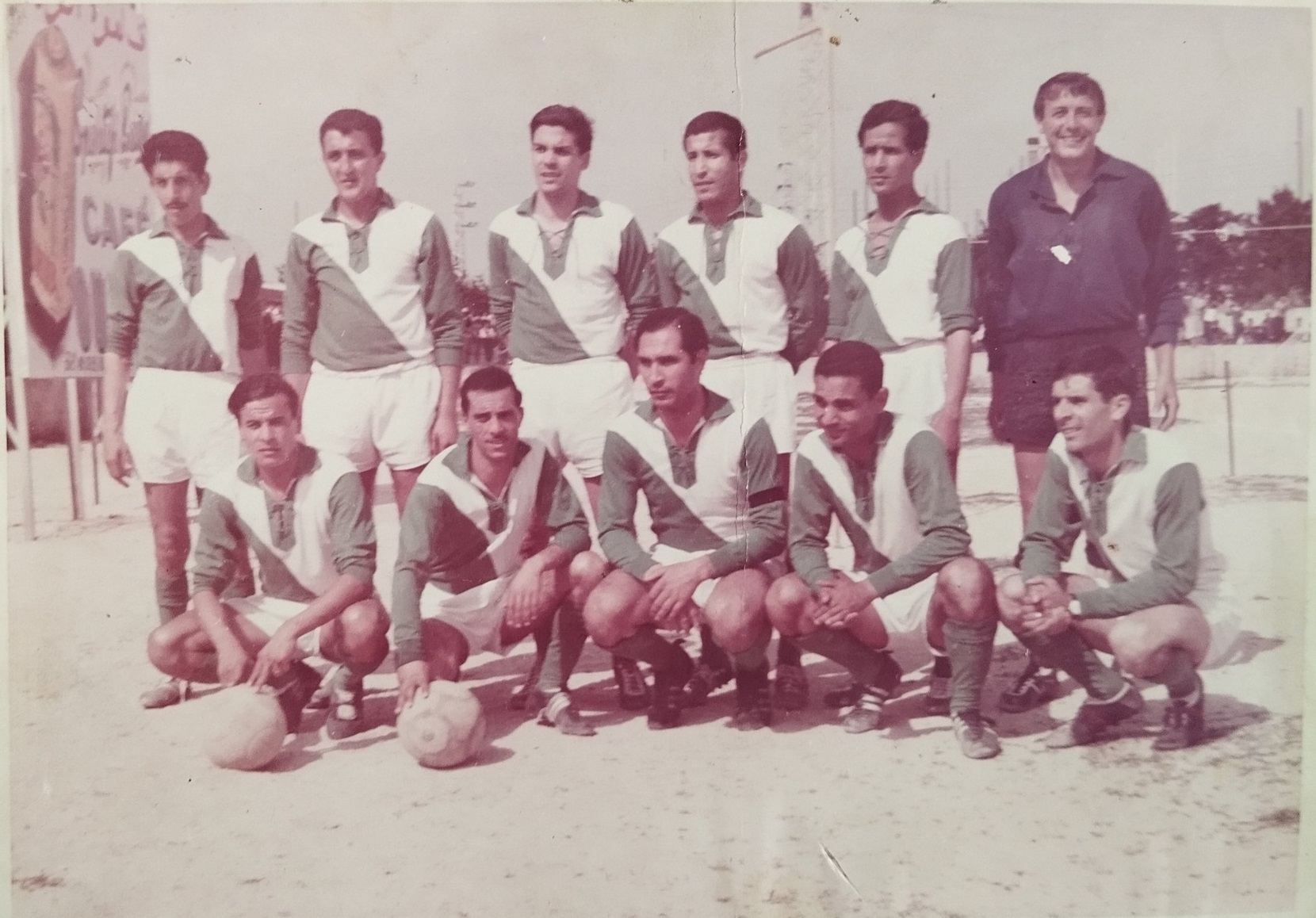
L'USM Blida face à la JS Kabylie au stade Zouraghi de Blida, le 22 avril 1964.

## Compétitions

### La Division Honneur 1963-1964
Le football algérien lors de la saison 1963-1964 connait un changement majeur dans l'organisation de ses championnats. Celui-ci procède à l'instauration d'une nouvelle division appelée "Division Honneur" délaissant le système complexe des critériums régionaux. Ainsi, une nouvelle hiérarchisation du football algérien apparaît, elle est composée de cinq niveaux que sont les championnats de la Division Honneur, de la Promotion Honneur, de la 1re division, de la 2e division et de la 3e division.
La détermination du groupe de la Division Honneur s'effectue en fonction des classements obtenus par les clubs dans les différents groupes lors de la phase de groupe de la saison précédente. Ainsi nous avons pour le groupe centre géré par la Ligue d'Alger de football les premiers, deuxièmes et troisièmes de chacun des cinq groupes du Critérium Honneur de la saison passée, plus une équipe repêchée des barrages à l'issue lors d'un tournoi.
De plus le système du maintien et de la relégation tel qu’il avait été arrêté, va permettre pour cette deuxième saison, d’avoir un championnat en phase aller et retour constitué: d'un groupe de seize clubs pour la région centre, d'un groupe de dix-sept clubs pour la région ouest et de deux groupes de huit clubs chacun pour la région Est
Au terme de la compétition les vainqueurs de chacun des trois groupes, plus le deuxième de la région Est (car le tournoi final aura lieu à Constantine) s'affronteront pour le titre de champion d'Algérie de football.

### Championnat

#### Rencontres
Le tableau ci-dessous retrace dans l'ordre chronologique les 30 rencontres officielles jouées par l'USM Blida durant la saison. Le club blidéen participe aux 30 journées du championnat.
| Date              | J           | Adversaire          | Lieu | Résultat | Buteurs pour l'USMB | Références |
| MATCHS ALLER      |             |                     |      |          |                     |            |
| 15 septembre 1963 | 1re journée | ASPTT Alger         | Ext. |          | -                   |            |
| 22 septembre 1963 | 2e journée  | USM Marengo         | Dom. | 2 - 2    | -                   |            |
| 29 septembre 1963 | 3e journée  | Stade de Guyotville | Ext. | 0 - 4    | -                   |            |
| 6 octobre 1963    | 4e journée  | USM Maison-Carrée   | Dom. | 3 - 1    | -                   |            |
| 13 octobre 1963   | 5e journée  | WA Boufarik         | Ext. | 2 - 1    | -                   |            |
| 20 octobre 1963   | 6e journée  | USM Alger           | Dom. | 0 - 4    | -                   |            |
| 27 octobre 1963   | 7e journée  | RC Arba             | Ext. | 2 - 2    | -                   |            |
| 10 octobre 1963   | 8e journée  | JS Kabylie          | Ext. | 1 - 1    | -                   |            |
| 17 octobre 1963   | 9e journée  | CR Belcourt         | Ext. | 1 - 0    | -                   |            |
| 1er décembre 1963 | 10e journée | OM Saint-Eugène     | Dom. | 3 - 0    | -                   |            |
| 22 décembre 1963  | 11e journée | NA Hussein Dey      | Dom. | 1 - 1    | -                   |            |
| 29 décembre 1963  | 12e journée | AS Orléansville     | Ext. | 0 - 2    | -                   |            |
| 12 janvier 1964   | 13e journée | JS El Biar          | Ext. | 0 - 1    | Ahmed Guerrache     |            |
| 19 janvier 1964   | 14e journée | MC Alger            | Dom. | 0 - 0    | -                   |            |
| 26 janvier 1964   | 15e journée | OM Ruisseau         | Dom. | 0 - 2    | -                   |            |
| MATCHS RETOUR     |             |                     |      |          |                     |            |
| 2 février 1963    | 16e journée | ASPTT Alger         | Dom. | 4 - 1    | -                   |            |
| 9 février 1963    | 17e journée | USM Marengo         | Ext. | 0 - 3    | [ note 1 ]          |            |
| 16 février 1963   | 18e journée | Stade Guyotville    | Dom. | -        |                     |            |
| 1er mars 1964     | 19e journée | USM Maison-Carrée   | Ext. | -        | -                   |            |
| 8 mars 1964       | 20e journée | WA Boufarik         | Dom. | -        | -                   |            |
| 15 mars 1964      | 21e journée | USM Alger           | Ext. | 2 - 3    | -                   |            |
| 22 mars 1964      | 22e journée | RC Arba             | Dom. | -        | -                   |            |
| 5 avril 1964      | 23e journée | JS Kabylie          | Dom. | 1 - 0    | -                   |            |
| 12 avril 1964     | 24e journée | CR Belcourt         | Dom. | -        | -                   |            |
| 19 avril 1964     | 25e journée | OM Saint-Eugène     | Ext. | -        | -                   |            |
| 3 mai 1964        | 26e journée | NA Hussein Dey      | Ext. | 0 - 0    | -                   |            |
| 10 mai 1964       | 27e journée | AS Orléansville     | Dom. | -        | -                   |            |
| 17 mai 1964       | 28e journée | JS El Biar          | Dom. | -        | -                   |            |
| 24 mai 1964       | 29e journée | MC Alger            | Ext. | 2 - 2    | Baldo 58e, 75e      |            |
| 31 mai 1964       | 30e journée | OM Ruisseau         | Ext. | 4 - 2    | -                   |            |

### Journées 16 à 30

#### Classement final
Le NAHD devance le CRB à la différence de buts particulière, malgré un goal average défavorable.
| Rang | Équipe            | Pts | J  | G  | N  | P  | Bp | Bc | GA    |
| ---- | ----------------- | --- | -- | -- | -- | -- | -- | -- | ----- |
| 1    | NA Hussein Dey    | 75  | 30 | 19 | 7  | 4  | 72 | 29 | 2,483 |
| 2    | CR Belcourt       | 75  | 30 | 19 | 7  | 4  | 72 | 24 | 3,000 |
| 3    | USM Alger         | 74  | 30 | 19 | 6  | 5  | 69 | 23 | 3,000 |
| 4    | USM Blida         | 72  | 30 | 18 | 6  | 6  | 46 | 28 | 1,643 |
| 5    | MC Alger          | 71  | 30 | 18 | 5  | 7  | 52 | 28 | 1,857 |
| 6    | OM Ruisseau       | 67  | 30 | 15 | 7  | 8  | 46 | 39 | 1,179 |
| 7    | WA Boufarik       | 64  | 30 | 14 | 6  | 10 | 47 | 38 | 1,237 |
| 8    | JS Kabylie        | 61  | 30 | 10 | 11 | 9  | 32 | 36 | 0,889 |
| 9    | JS El Biar        | 59  | 30 | 11 | 7  | 12 | 44 | 43 | 1,023 |
| 10   | USM Maison-Carrée | 59  | 30 | 9  | 11 | 10 | 40 | 41 | 0,976 |
| 11   | OM Saint-Eugène   | 57  | 30 | 8  | 10 | 12 | 31 | 43 | 0,721 |
| 12   | AS Orléansville   | 52  | 30 | 7  | 8  | 15 | 20 | 53 | 0,377 |
| 13   | ASPTT Alger       | 48  | 30 | 5  | 8  | 17 | 28 | 64 | 0,438 |
| 14   | USM Marengo       | 45  | 30 | 6  | 3  | 21 | 21 |    |       |
| 15   | RC Arba           | 40  | 30 | 1  | 8  | 21 | 27 | 74 | 0,365 |
| 16   | S. Guyotville     | 39  | 30 | 2  | 5  | 23 | 16 | 82 | 0,195 |

Promotions
- Promotion en Division Nationale 1964-1965
- Barrage de promotion

### Coupe d'Algérie

#### Rencontres
| Date             | Tour                             | Adversaire          | Stade (ville)      | Résultat     | Buteurs pour l'USMB |
| 9 novembre 1963  | 4e tour régional / 64e de finale | AS Police d'Alger   | -                  | 4-0          | -                   |
| 30 novembre 1963 | 5e tour régional / 32e de finale | SKAF Khemis Miliana | Stade d'El Affroun | 0-0 (corner) | -                   |
| 26 décembre 1963 | 6e tour régional / 16e de finale | JS El Biar          |                    | 3-1          | -                   |

### Effectif
- Mustapha Dahmani, Ahmed Guerrache, Said Bouamra, Faical Bouhamed, Noureddine Oukaci, Khaled Kritli, Zahzah, Belkacem Chalane, Benaïssa, Bouak Ahmed Zouaoui, Sid-Ahmed Daridja, Abdelkader Belazougui, Mohamed Brinis, dit El Bouleidi, Maâmar Ouesser, le défunt Mbaou, Mohamed Benaïcha, Dahmane Mokhtar
- Si Mohamed Addouz, Abdelkader Mazouza, Daridja sid Ahmed, Maâmar Ousser, Gérard Baldo, Dahmane Meftah, Abdelhak Sidi Moussa.
- Baba Ameur Djabir, Guy Zaragozi, Akli Chérif, Si Mohamed Mabed, Si Mohamed Hanifi, M'hamed Benganif, Mustapha Begga, Hasni, Chabane, Sebkhaoui.